# S-300
El S-300 «Favorit» (en ruso: С-300 «Фаворит») es un sistema de lanzamiento de misiles fabricado por la Industria Militar ALMAZ-ANTEI JSC de Rusia, para el transporte de misiles de corto, medio y largo alcance, tipo "Tierra-aire", para interceptar objetivos aéreos, su nombre genérico es S-300. Fue desarrollado para neutralizar blancos enemigos, como helicópteros, aviones de combate, aviones de vigilancia, misiles y, en versiones posteriores, misiles ICBM enemigos. Este nuevo sistema de misiles transportables en camiones con ruedas y orugas, funciona en conjunto con varios camiones equipados con radares y estaciones de comando.
Es considerado por Rusia como el sistema de defensa más moderno y autónomo disponible en el mundo, y el que cuenta con la más alta tecnología que se ofrece a la venta a otros países que se sientan amenazados por países agresores y necesiten defender sus áreas costeras, golfos, islas y territorios de ultramar. También es fabricado por China bajo patente de producción, que está desarrollando su propio sistema de misiles, basado en este moderno sistema defensivo desarrollado en la Guerra Fría.

## Historia
A finales de los años 60 y al mismo tiempo que se creaban los misiles Patriot en EE.UU, se iniciaron los trabajos para desarrollar un nuevo sistema de misiles tierra-aire con un radio de acción de unos 100 km. y que mejorará las prestaciones de los misiles entonces en servicio. Se buscaba un nuevo misil tierra-aire antiaéreo y antimisil. 
Diseñado desde el principio, como un sistema de defensa con una gran movilidad y eficacia, transportado en diferentes camiones con ruedas y orugas, para interceptar objetivos enemigos en todas las altitudes, helicópteros, aviones de combate, aviones radar y misiles; el sistema de defensa S-300V habría sido un jugador clave en cualquier conflicto de la Guerra Fría, contra países europeos y un ataque directo de fuerzas de la OTAN y Estados Unidos, contra cualquier país miembro del Pacto de Varsovia.
Esta arma defensiva, fue desarrollada para proporcionar en forma efectiva, no solo la defensa de un área de gran extensión, sino también para atacar y destruir, los aviones de alerta temprana ISR como el AWACS E-3 Sentry, E-8 JSTARS y el avión espía U-2, y bloqueadores de tácticas de aviones de ataque, como el cazabombardero EF-111A y el avión de guerra electrónica EA-6B Prowler, enfrentar el ataque de los bombarderos Boeing B-52 Stratofortress y el Avro 698 Vulcan.

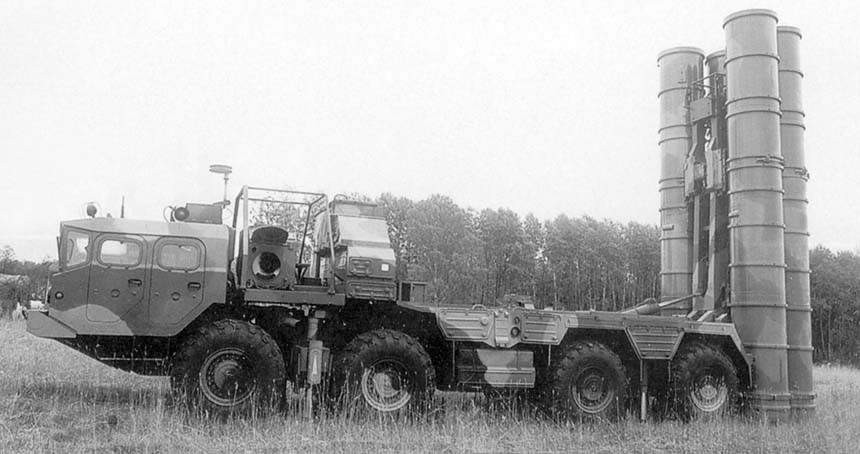
Vista lateral de la lanzadera del sistema S-300, en su versión S-300M.

El sistema S-300 entró en servicio en la Unión Soviética en 1979 para la defensa aérea de grandes instalaciones industriales, centros de mando, bases militares y control del espacio aéreo contra aviones de ataque enemigos.
Los S-300PS móviles entraron en servicio en 1983, dictado por la experiencia de Vietnam y las guerras de Oriente Medio donde la supervivencia dependió en gran parte de la movilidad. 
Mientras que el sistema de defensa SV-PVO compartió algunos sistemas de radar estático y semi-móviles, con el anterior sistema de defensa V-PVO durante la década de 1960, el nuevo SV-PVO desplegó su propio inventario de misiles intercambiables, algo único de los sistemas SAM transportables totalmente móvil, lo que refleja su función de cubrir el inventario militar, con una inversión de defensa aérea de gran movilidad, para poder defender tanques soviéticos y las divisiones de infantería motorizada en Europa oriental. A finales de la década de 1960, el nuevo sistema SV-PVO había desplegado un sistema de tres niveles de defensa, con diferentes misiles disponibles para ser lanzados desde el mismo vehículo de transporte, dentro de un contenedor sellado, con el vínculo de comando ramjet en un sistema muy complejo, para transportar diferentes misiles guiados 2K11/3M8 Krug / 1S12 Pista Larga / 1S32 mano Pat / SA-4 del sistema Ganef, proporciona largo alcance para el área de defensa, mientras que el muy eficaz misil 2K12/3M9 Kub / 1S91 / SA-6 es un sistema económico, diseñado para operar a medio rango de defensa área y del misil Osa 9K33 / Romb 9K33 / Gecko SA-8, 9K31 Strela 1 / Gaskin SA-9, en todos los lugares defendidos, y el misil ZSU-23-4P SPAAG, proporcionaban defensa de bajo punto de altitud, con misiles ligeros de menos de 30 kilómetros de distancia efectiva. Con la excepción de los grandes sistemas 3M8/SA-4 "Ganef", de más de 90 kilómetros de distancia, que pueden ser transportados en el mismo vehículo lanzador, con ruedas y orugas, dependiendo del terreno y el clima.
Este paquete de defensa, conformado por varios camiones de transporte, camiones con estaciones de Radar independientes y camiones con estaciones de comando, se ha exportado ampliamente en el mundo árabe y África, y al mismo tiempo, lograr algunos éxitos iniciales en batallas contra los israelíes en 1973, que por lo general, sufrieron graves bajas cuando se aplicaba contra los aviones caza occidentales y las fuerzas de combate electrónico, aviones radar y de guerra electrónica. A principios de 1970, estaba claro que una nueva generación de sistemas de defensa, sería necesaria para desafiar el crecimiento occidental, los nuevos aviones de combate y las capacidades de EW. contramedidas electrónicas. El nuevo sistema S-300V puede proporcionar, el nivel más alto de tecnología, en el nuevo paraguas de defensa aérea, directamente para reemplazar el sistema de misiles Krug 2K11/3M8 / 1S12 Pista Larga / 1S32 Pat Hand / SA-4 del sistema "Ganef".

### Siria
Después de que un Sukhoi Su-24 ruso fuera derribado sobre Siria en 2015 , Rusia desplegó misiles S-300 y S-400, en la base aérea de Khmeimim y en el crucero Moskva.
En 2018 un misil sirio S-200 derribó por error un avión militar ruso. Moscú acusó a Israel de causar indirectamente ese incidente y comenzó a suministrar a Siria sistemas S-300.
Ante el temor de que los S-300 acabarán en manos de la milicia libanesa de Hizbollah Israel bombardeó en 2014 un supuesto almacén de misiles S-300 en Latakia. Israel entiende que en el contexto de la guerra civil siria los S-300 no sirven para combatir al Estado Islámico u otras milicias. Por tanto su objetivo es derribar aviones estadounidenses o israelíes, por lo que Hizbollah es un destinatario potencial.
Israel ha equipado sus aviones con nuevos misiles que le permitirá atacar fuera del alcance de los S-300 objetivos de Hamás en Gaza, Irán o seguir los ataques en Siria. Además los aviones israelíes aprovechan las debilidades del S-300 y normalmente atacan objetivos en Siria desde Líbano, protegidos por las montañas. Aparecen de improviso y desaparecen rápidamente, después de lanzar sus misiles.

### Nagorno-Karabaj
Durante el conflicto de Nagorno-Karabaj de 2020, el S-300 participó activamente en un conflicto armado por primera vez, en ambos lados pero en diferentes versiones. Los armenios se desplegaron inicialmente sus S-300 alrededor de Ereván. Azerbaiyán informó que Armenia estaba acercando sus S-300 a la zona de conflicto y amenazó con su destrucción. El 30 de septiembre Azerbaiyán reclamó la destrucción de un sistema S-300, sin proporcionar más detalles. El primer disparo en combate real del S-300 ocurrió durante la noche del 1 de octubre cuando los S-300 armenios derribaron tres drones azeríes. El 10 de octubre Azerbaiyán reclamó la destrucción de al menos un radar 36D6 de un sistema S-300, destruido por los drones suicidas IAI Harop. En el mismo ataque una unidad 5P85S perteneciente al mismo sistema S-300 también fue destruida. El 12 de octubre Azerbaiyán reclamó la destrucción de al menos dos unidades armenias de S-300 , destruidas por sus IAI Harop. El 17 de octubre Azerbaiyán reclamó la destrucción de dos elementos de radar, parte de una batería S-300 armenia, alcanzado por drones Bayraktar TB2. 
El 18 de octubre Azerbaiyán afirmó que un S-300PMU2 derribó un Sukhoi Su-25 armenio que atacaba posiciones de su ejército.

### Ucrania
Ucrania heredó de la URSS S-300PS, S-300PMU, S-300V y otros. Solo se repararon seis sistemas desde 2004. Como resultado, solo el 40% de los S-300 ucranianos estaban en buenas condiciones en 2014. La crisis con Rusia obligó a un programa de modernización acelerada, con al menos 4 baterías revisadas en 2014-15. Treinta y cuatro lanzadores basados en Crimea fueron adquiridos por Rusia tras la anexión de Crimea en 2014. Según algunas estimaciones, aproximadamente 30 baterías sobrevivieron a la guerra de Crimea en 2014 para ser activadas.
Cuando Rusia lanzó su ataque en febrero de 2022 se estima que Ucrania tenía alrededor de 100 baterías activas de misiles S-300 antes de la invasión. Al menos 21 fueron destruidas en los primeros días.[cita requerida]

### Estados Unidos
Se sabe que varios sistemas S-300P fueron comprados a Bielorrusia en 1994. El S-300V se cree fue comprado en Rusia o Ucrania en la década de 1990, completo excepto el radar de guía multicanal 9S32. Croacia también se cree podría haber vendido sus S-300 a EE. UU.. Varios países de la OTAN operan misiles S-300, y EE. UU. se ha entrenado con ellos.

### Corea del Sur
El sistema de defensa aérea Cheolmae-2 se creó sobre la base del S-300, con la ayuda de especialistas rusos.

## Diseño y desarrollo
A diferencia de la primera generación de misiles transportables SV-PVO 3M8/SA-4 "Ganef", el nuevo sistema de defensa S-300V, fue diseñado para tener un papel mucho más amplio, abarcando tanto las necesidades de largo alcance / alta altitud de defensa aérea, sino también, para la defensa contra los nuevos misiles tácticos balísticos ICBM de Estados Unidos, específicamente para enfrentar el rendimiento y alta capacidad de los misiles Lance Pershing I / II, el cazabombardero supersónico FB-111A de AGM-69A SRAM de misiles de los separadores y la nueva Fuerza Aérea de EE. UU. MGM-109 propulsado desde tierra y lanzando un misil crucero, en un tráiler con armas nucleares Tomahawk variante en Inglaterra y desplegado en Europa Occidental, en los países miembros de la OTAN. Como resultado, el nuevo S-300V tiene que proporcionar una detección y seguimiento, con un desempeño excepcional, contra los objetivos detectados, bajo la sección transversal del radar, en altitudes muy altas y muy bajas, mientras que conserva la movilidad en todo terreno a muy alto nivel, con sus camiones de transporte, con ruedas y orugas, tan típico de establecer en el sistema de defensa SV-PVO, para el seguimiento del área de defensa de los sistemas de misiles SAM, y que posee, una excepcional resistencia a la temida Fuerza Aérea EF-111A Raven fuerza táctica jammer.
El nuevo sistema defensivo S-300V, es el resultado de estas presiones de la Fuerza Aérea occidental, con una doble función más costosa, compleja, pero muy capaz, de combinación de defensa SAM / ABM, sistema que permanece sin equivalente en la actualidad. Su principal misión de batalla, sería operar como un frente de defensa "Nivel del Ejército" o bien "Nivel Corp", protegiendo el centro de gravedad de las fuerzas del Ejército Rojo de la Unión Soviética, de la tierra mecanizada, tanques y camiones, contra el ataque de los sistemas nucleares y convencionales de la OTAN, en caso de una guerra en Europa y al mismo tiempo, tener la capacidad para interceptar, los nuevos misiles ICBM, lanzados por Estados Unidos para apoyar a las fuerzas militares europeas.
El S-300V que mantuvo con éxito, la primera línea de defensa de los países del Pacto de Varsovia, fue sustituido por el mejor y más moderno sistema de defensa S-300VM, durante la década de 1990, al final de la guerra fría, con el sistema de misiles de combustible sólido 9S15M2/MT2E/MV2E, 9S19ME, 9S32ME y componentes 9S457ME, y los misiles mejorados 9M82M, 9M83M. Este sistema ha sido promocionado como el "Antey 2500", destinado a poner de relieve, su capacidad para realizar ataques contra objetivos enemigos a 2.500 kilómetros de alcance, contra misiles ICBM con velocidades de reentrada alrededor de 4,5 km / s. El 9M82M tiene el doble de rango de la 9M82 contra objetivos aéreos, a 108 millas náuticas, y el aumento de la agilidad de la eliminación, de un solo tiro puede destruir el objetivo enemigo con una probabilidad de 98%, se dice respecto a los objetivos balísticos. El nuevo sistema de defensa S-300VMK es una configuración propuesta con un diseño de camiones con ruedas, con un BAZ 69 096 10x10, para el chasis de todos los camiones de transporte todo terreno.
Todos los componentes principales del nuevo sistema S-300VMK, se realizan en el requerimiento "artículo 830" series, sobre seguimiento de vehículos de transporte de misiles, camiones lanzadores de misiles, con un peso bruto de entre 44 y 47 toneladas por vehículo, el S-300VMK no es un sistema ligero, la movilidad y capacidad que tiene, es de un vehículo todo terreno similar a un tanque de peso medio. El sistema S-300VMK, incluye nada menos que ocho vehículos de sistema único, conectados entre ellos, con el puesto de mando móvil 9S457, el vehículo de Radar Bill Junta 9S15 adquisición, el 9S19 pantalla de Radar de alta ABM de alerta temprana, el "Radar Plano" Grill Pan 9S32 compromiso, 9A82 y 9A83 TELAR, que significa (Transporter erector lanzador y Radar), y los vehículos TEL / 9A84 y 9A85 Transloader.
Los nuevos radares están optimizados para sus funciones específicas, con una superposición limitada de capacidades, como la Junta de Bill 9S15, tiene cierta capacidad de gestión por actividades de alerta temprana, y la pantalla de radar (Radar Plano) de alta capacidad 9S19, puede adquirir y seguir blancos en el aire. La Pantalla Plana del 9S32 es más estrecho que un radar optimizado para la participación de guía de misiles. El misil 9A82 y 9A83, transportados en los vehículos TELAR, incluyen cada uno de alta potencia para iluminadores CW de guía de misiles y enlaces ascendentes de comandos, y también, proporcionar estas funciones de orientación para el misil 9A84 y 9A85 TEL / Transloaders, que funcionan como TEL esclavo en la batería. La integración de la batería típica de enlace de datos, consiste en tie-ins con la división puestos de 9S52/9S52M Poliana comando DM serie, y el uso del centro de Pori P1 radar de la serie de fusión de datos. A menudo, S-300V / baterías de SA-12 se complementa con un 1L13-3 Nebo SV VHF de banda de alerta temprana y de radar 2D adquisición.

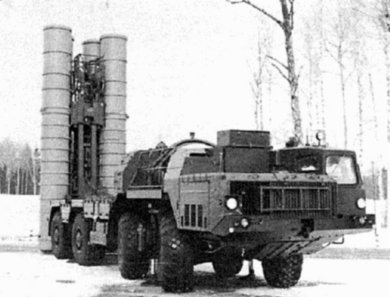
S-300-PM.

El nuevo S-300VMK / SA-23, mantiene la estructura básica de la batería de la variante anterior, en sustitución de los componentes individuales con diseños revisados y la aparición de nueva tecnología disponible. La sartén 9S32 es un "Radar Plano" de compromiso, similar en el concepto y la función que el MPQ-53 y 30N6, pero más grande con la torre de antenas capaces de giro de hasta ± 340 º. para poder rastrear automáticamente y seguir, los objetivos proporcionados por el puesto de mando 9S457, controlar el funcionamiento de la Red TELAR, con iluminadores montados sobre los camiones y generar, nuevos comandos a mitad de camino de orientación, para lograr que un máximo de 12 misiles que se disparan al mismo tiempo, para interceptar a los 6 objetivos detectados al mismo tiempo. El sistema S-300VMK utiliza iluminación de onda continua de los objetivos y los semiactiva de radar Homing terminal, no muy diferente al de la Marina de los Estados Unidos para defender los barcos de guerra de la flota de la US Navy. En los nuevos misiles SAM serie RIM-66/67, los iluminadores se realizan en el TELARs (Transporter erector lanzador y Radar) 9A82 y 9A83.
Al igual que el 9S19, el 9S32 es una gran potencia de apertura, coherente, de banda X arreglo de fase, pero especializado para guía de misiles, produciendo un mainlobe de alrededor de 1 º de ancho. El transmisor TWT base tiene una potencia de pico de 150 kW y 10/13 kW de potencia media, con la sensibilidad del receptor citado en el 10-17 Watts, registrado con rangos de detección de cerca de 80 millas náuticas, para los objetivos de combate de tamaño medio, a 40 millas náuticas de los misiles de clase SRAM y hasta 80 millas náuticas de mayor IRBM. El "Radar Plano" PESA monopulso, utiliza técnicas de rastreo de ángulo, de salto de frecuencia en todos los modos para proporcionar resistencia a rastreo de alto nivel, y marcaban las formas de onda, proporcionando una alta relación de compresión. Tres canales de recepción auxiliares se utilizan para la cancelación de interferencia de lóbulo lateral.
Dos modos básicos de funcionamiento se utilizan. En la primera, el 9S32 es controlada por el puesto de mando 9S457 y adquiere los objetivos, dentro de un estrecho de 5 º x 6 º campo de vista, alternativamente, se puede buscar de forma autónoma y adquirir nuevos objetivos, dentro de un campo de 60 º de visión. Un mástil telescópico de enlace de datos con una antena, está montada detrás de la matriz del Radar PESA. Mientras que el nuevo sistema S-300VMK, ve mejoras constantes en la mayoría de los componentes, por la nueva tecnología disponible, el radar de compromiso 9M32M/ME experimentó un reajuste significativo, especialmente en la antena, presenta un diseño que puede ser mejor descrito como un híbrido de los componentes de la sartén y la "Pantalla Plana" de alta capacidad PESA y Radar AESA. La matriz de apertura más grande, de la pantalla de alta capacidad, se utiliza en combinación con el FIB y el conjunto, revisado interferómetro / lóbulo antenas supresor, de debajo de la abertura principal. El alto y bajo ángulo de polarización circular, alimenta el espacio con un monopulso y se mantienen, sin cambiarlos de posición para la geometría de matriz diferente. La nueva apertura ampliada, tiene casi el doble de la ganancia de la cacerola de la parrilla (Radar Plano), mucho mejor resolución angular, especialmente para los objetivos cerca del cenit, la altitud y el rendimiento mejorado.
El nuevo "Radar Plano" 9S32M/ME con un Radar AESA, tendrá un grado mucho más alto pico de potencia en comparación con el anterior 9S32 Radar PESA, ya que la gama adicional de la 9M82M no puede ser satisfecha, solo por el nivel de ~ 3 dB de potencia de apertura de mejora producida por la antena más grande. El misil 9A82 y 9A83 TELARs (Transporter erector lanzador y Radar), puede llevar dos misiles Novator, del diseño 9M82 / SA-12 gama Gigante largo SAM / cajeros automáticos, y cuatro nuevos misiles 9M83 Gladiator SAM / ABM, de dos etapas, el más moderno de la familia SAM, respectivamente. Cada TELAR está equipado con una antena direccional de alta gama, para transmitir comandos de orientación a medio camino de los misiles y proporcionar, una iluminación de onda continua de la meta, para los solicitantes de los misiles de radar semiactivo en la fase de orientación terminal, de 10-12 kW de CW potencia.
El sistema de vehículos TELAR (Transporter erector lanzador y Radar), son controlados por la sartén (Radar Plano) 9S32 utilizando cables o un enlace de datos de radio bidireccional, que permite a otro vehículo TELAR, poder devolver información de estado para el radar de orientación. El TELAR 9A82 está optimizado para atacar objetivos en altitudes más altas, y puede girar la antena de 180 º en azimut y 110 º de elevación, mientras que el TELAR 9A83 tiene una elevación y un mástil telescópico, para proporcionar cobertura de la antena del hemisferio superior completo - este acuerdo entre los 2 radares, se pretende para ampliar la huella de compromiso con los objetivos a baja altitud. El TELAR se complementa con el 9A84 y 9A85 TEL / Transloaders, lanzadores esencialmente pasivos, que solo se puede utilizar con una guía / iluminación de una TELAR cercana, y están equipados, con grúas de carga hidráulico en lugar de brazos de la antena.
La plena movilidad 9S15 Obzor 3 / Bill, radar de adquisición de la Junta, es un sistema rotado mecánicamente radar 3D, con orientación del haz electrónico en la elevación y una gran variedad FIB. Se ofrece a larga distancia de alerta temprana de las amenazas aéreas y de las tuneladoras, de gama baja como el Scud A y Lance. El 9S15 tiene dos modos básicos de funcionamiento. El primero está optimizado para un barrido de 12 segundos y se afirma que proporcionan un 50% de probabilidad de detectar un blanco del tamaño de combate en las 130 millas náuticas. El segundo modo emplea un rápido período de barrido de 6 segundos, y se utiliza para detectar aviones TBM de entrada y, con un rango de detección de reducción de alrededor de 80 millas náuticas para los combatientes, y de 50 a 60 millas náuticas, de las tuneladoras como un misil Scud o Lance. Las fuentes rusas son inusualmente detallada sobre las técnicas utilizadas ECCM, alegando que el uso de tres canales del receptor auxiliar, para la cancelación de interferencia de lóbulos, el viento tiene una compensación automática de rechazo de las direcciones de las aletas del misil, y las disposiciones de los circuitos de MTI, para rechazar interferencias. Una instalación para la medición precisa angular, de los emisores de interferencias se incluye. Errores RMS de seguimiento se cotizaba a 250 metros de alcance y de 0,5 grados en azimut / elevación, con la capacidad de seguir hasta 200 blancos al mismo tiempo. El sistema cuenta con un generador de turbina de gas integral, de suministro de energía eléctrica para el funcionamiento autónomo - una característica de la mayoría de los componentes del sistema S-300V.
Este nuevo Radar PESA, permite una búsqueda en 3D de gran movilidad y capacidad de adquisición, pero es limitado en la huella de bajo nivel de cobertura por su elevación de la antena. Su velocidad de lectura limitada hace que sea inutilizable para la adquisición de alta IRBM rendimiento y el seguimiento, que es el papel de la pantalla de radar de alta 9S19. Los radares Imbir 9S19 es una gran potencia de apertura, coherente, de banda X phased array diseñado para la rápida adquisición y el seguimiento inicial, de misiles balísticos ICBM de entrada dentro de un sector de 90 grados. A tal efecto se utiliza una gran palanca de cambios de fase pasiva amplia tecnología transmisiva, utilizando una técnica de espacio de alimentación conceptualmente similar a la MPQ-53 y radares de la serie 30N6, produciendo una estrecha 0,5 marca de grado mainlobe viga. La forma de onda de búsqueda principal, ofrece una relación de compresión de impulsos muy alta, la intención de proveer una resolución con muy alta gama de objetivos pequeños. El diseño utiliza un alto poder de tubo de onda (TWT) de origen, los lóbulos laterales muy bajos y las técnicas de salto de frecuencia, para ofrecer una buena resistencia a las interferencias.
Tres modos de funcionamiento primarios se utilizan. En la primera el 9S19 analiza un sector de 90 grados en azimut, entre 26 y 75 grados de elevación, para detectar la entrada de misiles de clase Pershing IRBM, dentro de un rango de 40 a 95 millas de alcance náutica, la alimentación de datos de posición y cinemáticas, de hasta 16 objetivos al camión 9S457 puesto de mando. El segundo modo es el fin de detectar y rastrear, misiles supersónicos como el AGM-69 SRAM, y barre un estrecho sector de 60 grados en azimut, entre 9 y 50 grados de altura, dentro de un cuadro de rango entre 10 y 90 millas náuticas, la generación de meta posición y cambios de velocidad en intervalos de 2 segundos. La tercera modalidad, es la intención de adquirir aviones en ambientes severos atascos, con angular y los parámetros de rango, similar a la segunda modalidad. El radar se afirma que producen los errores RMS angular de alrededor de 12 a 15 minutos de arco, y un error de rango de apenas 70 metros (en el rango máximo de 0.04%).

## Variantes

### Árbol familiar del S-300
|          |          |          |          |            |            |            |            |            |            |          |          |          |          |  |  |            |            |            |            |            |            | Árbol de la familia S-300 |        |          |          |          |          |          |          |           |         |         |         |         |         |           |           |           |           |           |           |  |  |        |        |                        |                        |                        |                        |                        |                        |        |        |       |       |       |       |  |  |  |  |  |  |  |  |  |  |  |  |  |  |  |  |  |  |  |  |  |  |  |  |  |  |  |  |  |  |  |  |  |  |
|          |          |          |          |            |            |            |            |            |            |          |          |          |          |  |  |            |            |            |            |            |            |                           |        |          |          |          |          |          |          |           |         |         |         |         |         |           |           |           |           |           |           |  |  |        |        |                        |                        |                        |                        |                        |                        |        |        |       |       |       |       |  |  |  |  |  |  |  |  |  |  |  |  |  |  |  |  |  |  |  |  |  |  |  |  |  |  |  |  |  |  |  |  |  |  |
|          |          |          |          |            |            |            |            |            |            |          |          |          |          |  |  |            |            |            |            |            |            |                           |        |          |          |          |          |          |          |           |         |         |         |         |         |           |           |           |           |           |           |  |  |        |        |                        |                        |                        |                        |                        |                        |        |        |       |       |       |       |  |  |  |  |  |  |  |  |  |  |  |  |  |  |  |  |  |  |  |  |  |  |  |  |  |  |  |  |  |  |  |  |  |  |
|          |          |          |          | S-300V     | S-300V     | S-300V     | S-300V     | S-300V     | S-300V     |          |          |          |          |  |  |            |            |            |            |            |            | S-300P                    | S-300P | S-300P   | S-300P   | S-300P   | S-300P   |          |          |           |         |         |         |         |         |           |           |           |           |           |           |  |  |        |        |                        |                        | S-300F                 | S-300F                 | S-300F                 | S-300F                 | S-300F | S-300F |       |       |       |       |  |  |  |  |  |  |  |  |  |  |  |  |  |  |  |  |  |  |  |  |  |  |  |  |  |  |  |  |  |  |  |  |  |  |
|          |          |          |          | S-300V     | S-300V     | S-300V     | S-300V     | S-300V     | S-300V     |          |          |          |          |  |  |            |            |            |            |            |            | S-300P                    | S-300P | S-300P   | S-300P   | S-300P   | S-300P   |          |          |           |         |         |         |         |         |           |           |           |           |           |           |  |  |        |        |                        |                        | S-300F                 | S-300F                 | S-300F                 | S-300F                 | S-300F | S-300F |       |       |       |       |  |  |  |  |  |  |  |  |  |  |  |  |  |  |  |  |  |  |  |  |  |  |  |  |  |  |  |  |  |  |  |  |  |  |
|          |          |          |          |            |            |            |            |            |            |          |          |          |          |  |  |            |            |            |            |            |            |                           |        |          |          |          |          |          |          |           |         |         |         |         |         |           |           |           |           |           |           |  |  |        |        |                        |                        |                        |                        |                        |                        |        |        |       |       |       |       |  |  |  |  |  |  |  |  |  |  |  |  |  |  |  |  |  |  |  |  |  |  |  |  |  |  |  |  |  |  |  |  |  |  |
| S-300V1  | S-300V1  | S-300V1  | S-300V1  | S-300V1    | S-300V1    |            |            | S-300V2    | S-300V2    | S-300V2  | S-300V2  | S-300V2  | S-300V2  |  |  | S-300PT    | S-300PT    | S-300PT    | S-300PT    | S-300PT    | S-300PT    |                           |        |          |          |          |          |          |          | S-300PS   | S-300PS | S-300PS | S-300PS | S-300PS | S-300PS |           |           |           |           |           |           |  |  | Fort   | Fort   | Fort                   | Fort                   | Fort                   | Fort                   |                        |                        | Rif    | Rif    | Rif   | Rif   | Rif   | Rif   |  |  |  |  |  |  |  |  |  |  |  |  |  |  |  |  |  |  |  |  |  |  |  |  |  |  |  |  |  |  |  |  |  |  |
| S-300V1  | S-300V1  | S-300V1  | S-300V1  | S-300V1    | S-300V1    |            |            | S-300V2    | S-300V2    | S-300V2  | S-300V2  | S-300V2  | S-300V2  |  |  | S-300PT    | S-300PT    | S-300PT    | S-300PT    | S-300PT    | S-300PT    |                           |        |          |          |          |          |          |          | S-300PS   | S-300PS | S-300PS | S-300PS | S-300PS | S-300PS |           |           |           |           |           |           |  |  | Fort   | Fort   | Fort                   | Fort                   | Fort                   | Fort                   |                        |                        | Rif    | Rif    | Rif   | Rif   | Rif   | Rif   |  |  |  |  |  |  |  |  |  |  |  |  |  |  |  |  |  |  |  |  |  |  |  |  |  |  |  |  |  |  |  |  |  |  |
|          |          |          |          |            |            |            |            |            |            |          |          |          |          |  |  |            |            |            |            |            |            |                           |        |          |          |          |          |          |          |           |         |         |         |         |         |           |           |           |           |           |           |  |  |        |        |                        |                        |                        |                        |                        |                        |        |        |       |       |       |       |  |  |  |  |  |  |  |  |  |  |  |  |  |  |  |  |  |  |  |  |  |  |  |  |  |  |  |  |  |  |  |  |  |  |
|          |          |          |          |            |            |            |            |            |            |          |          |          |          |  |  |            |            |            |            |            |            |                           |        |          |          |          |          |          |          |           |         |         |         |         |         |           |           |           |           |           |           |  |  |        |        |                        |                        |                        |                        |                        |                        |        |        |       |       |       |       |  |  |  |  |  |  |  |  |  |  |  |  |  |  |  |  |  |  |  |  |  |  |  |  |  |  |  |  |  |  |  |  |  |  |
|          |          |          |          | S-300VM    | S-300VM    | S-300VM    | S-300VM    | S-300VM    | S-300VM    |          |          |          |          |  |  | S-300PT-1  | S-300PT-1  | S-300PT-1  | S-300PT-1  | S-300PT-1  | S-300PT-1  |                           |        | S-300PM  | S-300PM  | S-300PM  | S-300PM  | S-300PM  | S-300PM  |           |         |         |         |         |         | S-300PMU  | S-300PMU  | S-300PMU  | S-300PMU  | S-300PMU  | S-300PMU  |  |  | Fort-M | Fort-M | Fort-M                 | Fort-M                 | Fort-M                 | Fort-M                 |                        |                        | Rif-M  | Rif-M  | Rif-M | Rif-M | Rif-M | Rif-M |  |  |  |  |  |  |  |  |  |  |  |  |  |  |  |  |  |  |  |  |  |  |  |  |  |  |  |  |  |  |  |  |  |  |
|          |          |          |          |            | S-300VM    | S-300VM    | S-300VM    | S-300VM    | S-300VM    |          |          |          |          |  |  | S-300PT-1  | S-300PT-1  | S-300PT-1  | S-300PT-1  | S-300PT-1  | S-300PT-1  |                           |        | S-300PM  | S-300PM  | S-300PM  | S-300PM  | S-300PM  | S-300PM  |           |         |         |         |         |         | S-300PMU  | S-300PMU  | S-300PMU  | S-300PMU  | S-300PMU  | S-300PMU  |  |  | Fort-M | Fort-M | Fort-M                 | Fort-M                 | Fort-M                 | Fort-M                 |                        |                        | Rif-M  | Rif-M  | Rif-M | Rif-M | Rif-M | Rif-M |  |  |  |  |  |  |  |  |  |  |  |  |  |  |  |  |  |  |  |  |  |  |  |  |  |  |  |  |  |  |  |  |  |  |
|          |          |          |          |            |            |            |            |            |            |          |          |          |          |  |  |            |            |            |            |            |            |                           |        |          |          |          |          |          |          | Favorit-S |         |         |         |         |         |           |           |           |           |           |           |  |  |        |        |                        |                        |                        |                        |                        |                        |        |        |       |       |       |       |  |  |  |  |  |  |  |  |  |  |  |  |  |  |  |  |  |  |  |  |  |  |  |  |  |  |  |  |  |  |  |  |  |  |
|          |          |          |          |            |            |            |            |            |            |          |          |          |          |  |  |            |            |            |            |            |            |                           |        |          |          |          |          |          |          |           |         |         |         |         |         |           |           |           |           |           |           |  |  |        |        |                        |                        |                        |                        |                        |                        |        |        |       |       |       |       |  |  |  |  |  |  |  |  |  |  |  |  |  |  |  |  |  |  |  |  |  |  |  |  |  |  |  |  |  |  |  |  |  |  |
| S-300VM1 | S-300VM1 | S-300VM1 | S-300VM1 | S-300VM1   | S-300VM1   |            |            | S-300VM2   | S-300VM2   | S-300VM2 | S-300VM2 | S-300VM2 | S-300VM2 |  |  | S-300PT-1A | S-300PT-1A | S-300PT-1A | S-300PT-1A | S-300PT-1A | S-300PT-1A |                           |        | S-300PM1 | S-300PM1 | S-300PM1 | S-300PM1 | S-300PM1 | S-300PM1 |           |         |         |         |         |         | S-300PMU1 | S-300PMU1 | S-300PMU1 | S-300PMU1 | S-300PMU1 | S-300PMU1 |  |  |        |        |                        |                        |                        |                        |                        |                        |        |        |       |       |       |       |  |  |  |  |  |  |  |  |  |  |  |  |  |  |  |  |  |  |  |  |  |  |  |  |  |  |  |  |  |  |  |  |  |  |
| S-300VM1 | S-300VM1 | S-300VM1 | S-300VM1 | S-300VM1   | S-300VM1   |            |            | S-300VM2   | S-300VM2   | S-300VM2 | S-300VM2 | S-300VM2 | S-300VM2 |  |  | S-300PT-1A | S-300PT-1A | S-300PT-1A | S-300PT-1A | S-300PT-1A | S-300PT-1A |                           |        | S-300PM1 | S-300PM1 | S-300PM1 | S-300PM1 | S-300PM1 | S-300PM1 |           |         |         |         |         |         | S-300PMU1 | S-300PMU1 | S-300PMU1 | S-300PMU1 | S-300PMU1 | S-300PMU1 |  |  |        |        |                        |                        |                        |                        |                        |                        |        |        |       |       |       |       |  |  |  |  |  |  |  |  |  |  |  |  |  |  |  |  |  |  |  |  |  |  |  |  |  |  |  |  |  |  |  |  |  |  |
|          |          |          |          |            |            |            |            |            |            |          |          |          |          |  |  |            |            |            |            |            |            |                           |        |          |          |          |          |          |          |           |         |         |         |         |         |           |           |           |           |           |           |  |  |        |        |                        |                        |                        |                        |                        |                        |        |        |       |       |       |       |  |  |  |  |  |  |  |  |  |  |  |  |  |  |  |  |  |  |  |  |  |  |  |  |  |  |  |  |  |  |  |  |  |  |
|          |          |          |          | Antey 2500 | Antey 2500 | Antey 2500 | Antey 2500 | Antey 2500 | Antey 2500 |          |          |          |          |  |  |            |            |            |            |            |            |                           |        | S-300PM2 | S-300PM2 | S-300PM2 | S-300PM2 | S-300PM2 | S-300PM2 |           |         |         |         |         |         | S-300PMU2 | S-300PMU2 | S-300PMU2 | S-300PMU2 | S-300PMU2 | S-300PMU2 |  |  |        |        | Versión Rusa)          | Versión Rusa)          | Versión Rusa)          | Versión Rusa)          | Versión Rusa)          | Versión Rusa)          |        |        |       |       |       |       |  |  |  |  |  |  |  |  |  |  |  |  |  |  |  |  |  |  |  |  |  |  |  |  |  |  |  |  |  |  |  |  |  |  |
|          |          |          |          | Antey 2500 | Antey 2500 | Antey 2500 | Antey 2500 | Antey 2500 | Antey 2500 |          |          |          |          |  |  |            |            |            |            |            |            |                           |        | S-300PM2 | S-300PM2 | S-300PM2 | S-300PM2 | S-300PM2 | S-300PM2 |           |         |         |         |         |         | S-300PMU2 | S-300PMU2 | S-300PMU2 | S-300PMU2 | S-300PMU2 | S-300PMU2 |  |  |        |        | Versión Rusa)          | Versión Rusa)          | Versión Rusa)          | Versión Rusa)          | Versión Rusa)          | Versión Rusa)          |        |        |       |       |       |       |  |  |  |  |  |  |  |  |  |  |  |  |  |  |  |  |  |  |  |  |  |  |  |  |  |  |  |  |  |  |  |  |  |  |
|          |          |          |          |            |            |            |            |            |            |          |          |          |          |  |  |            |            |            |            |            |            |                           |        |          |          |          |          |          |          | Favorit   | Favorit | Favorit | Favorit | Favorit | Favorit |           |           |           |           |           |           |  |  |        |        | Versión de Exportación | Versión de Exportación | Versión de Exportación | Versión de Exportación | Versión de Exportación | Versión de Exportación |        |        |       |       |       |       |  |  |  |  |  |  |  |  |  |  |  |  |  |  |  |  |  |  |  |  |  |  |  |  |  |  |  |  |  |  |  |  |  |  |
|          |          |          |          | S-300VMD   | S-300VMD   | S-300VMD   | S-300VMD   | S-300VMD   | S-300VMD   |          |          |          |          |  |  |            |            |            |            |            |            |                           |        | S-400    | S-400    | S-400    | S-400    | S-400    | S-400    | Favorit   | Favorit | Favorit | Favorit | Favorit | Favorit |           |           |           |           |           |           |  |  |        |        | Versión de Exportación | Versión de Exportación | Versión de Exportación | Versión de Exportación | Versión de Exportación | Versión de Exportación |        |        |       |       |       |       |  |  |  |  |  |  |  |  |  |  |  |  |  |  |  |  |  |  |  |  |  |  |  |  |  |  |  |  |  |  |  |  |  |  |

Las diferentes versiones de este complejo cuentan con una mayor velocidad de ataque, rango, guía por sistema de televisión y capacidad ABM.

#### S-300PMU
El S-300PMU es el más moderno de la familia de misiles SAM, fue introducido en el mercado en 1999 en una feria MAKS de Rusia, este sistema de misiles de defensa, es el primero en usar diferentes tipos de misiles (5V55R, 48N6E y 48N6E2) al mismo tiempo, usando el mismo lanzador instalado sobre el camión de transporte, al igual que los nuevos y mejorados misiles 9M96E1 y 9M96E2. Estos últimos modelos, tienen un rango máximo de ataque de 1-40 km y el segundo, de 1-120 km. Los nuevos misiles para poder realizar maniobras durante el vuelo, no solo cuentan con la aerodinámica de alerones de control, sino que usan apoyo de sistemas de gas a los costados del misil, como un misil antisatélite de impacto cinético, los cuales les dan una mayor probabilidad de alcanzar y destruir su blanco, el cual en el caso de misiles ICBMs es del 70 %.
Los misiles S-300PM a pesar del parecido externo se diferenciaban internamente de las anteriores versiones. Su nuevo misil dirigido ZUR 48N6 podía derribar aviones a una distancia máxima de 150 km y misiles crucero volando a alturas menores de 100 metros a una distancia de 40 kilómetros. El misil no necesitaba trabajos de mantenimiento. El S-300PM se puede lanzar tanto desde un chasis todo terreno como desde un remolque.
Los S-300PMU1 están pensados para un enemigo que haga un uso masivo de aviones y de misiles de crucero. Son misiles tierra-aire semiautomatizados, aparentemente inmunes a las interferencias. Pueden utilizarse de forma autónoma o en junto con otras defensas antiaéreas. Fue presentado en el Salón Aeronáutico espacial de Moscú de 1995 (MAKS-95). El S-300PMU1 puede ser utilizado en las variantes móviles y estacionadas. 
El S-300PMU2 Favorit es una modernización del anterior y está pensado para la defensa zonal de puntos estratégicos de importancia, tanto de día como de noche y en cualquier condición meteorológica. Tiene un alcance de hasta 200 kilómetros y una mayor efectividad en bajas alturas. Además, tienen una gran capacidad de  integración en otros sistemas de defensa antiaérea.

#### S-300V
El S-300V (nombre OTAN SA-12 Gladiator/Giant), es un poco diferente de las otras versiones; la letra V es por Voyska (fuerzas terrestres). Fue diseñado para ser la punta de lanza de las fuerzas de defensa aéreas, proporciona defensa contra misiles balísticos ICBM, misiles crucero y aviones supersónicos, y servirán para reemplazar al SA-4 Ganef.
El SA-12 tiene un rango máximo de acción de 75 km, mientras que el Giant puede alcanzar un blanco hasta los 100 km y altitudes de 32 km, utilizando un cabeza explosiva de 150 kg.
Una de las diferencias principales de este complejo, es que se mueve por medio de orugas, las cuales le dan mejor movilidad a través de los variados terrenos de Rusia, otra diferencia es que su nuevo Radar AESA le da un mayor autonomía y rango de ataque.
Sus misiles son más grandes que las versiones anteriores, por lo cual la plataforma móvil solo puede transportar 2 tubos lanzadores, tiene un radar especialmente dedicado a sistemas ABM. Un batallón normal de misiles S-300V está compuesto por una unidad móvil de detección, designación, Radar de guía y comando, y cerca de 6 plataformas de lanzamiento de misiles, que se comunican entre sí y cuando reciben la orden, de lanzamiento de misiles del camión comando, envían los misiles que permanecen en un tubo lanzador sellado, protegidos del ambiente, los tubos lanzadores son intercambiables, un camión plataforma con una grúa, levanta el tubo lanzador vacío y lo reemplaza por otro tubo cargado con un nuevo misil. en el momento del lanzamiento del misil, la cúpula que los mantiene cubiertos en el tubo lanzador, se rompe en forma automática.

#### S-300VM (SA-23)
Otra versión mejorada fue diseñada y consiste, en un nuevo vehículo de comando TELAR (Transporter erector lanzador y Radar), y nuevos radares 9S457ME.

#### S-300F (SA-N-6)
Es la versión naval de este misil ABM, fue desarrollada desde 1984 con rango extendido de 7-90 km y una velocidad máxima de Mach 4 pero su altura de alcance al blanco fue reducida de 25 km a 20 km. Fue instalado por primera vez en los cruceros clase Kara y posteriormente en los crucero Slava (8 lanzadores) y cruceros de batalla Kirov (12 lanzadores).
Se construyó una nueva versión, aún más rápida y precisa, llamada S-300FM Fort, la cual solo fue instalada en el crucero Kirov Pedro el Grande, fue desarrollado en 1990 alcanza la velocidad de Mach 6, pero para mayor efectividad, es capaz de llegar a Mach 8.5, con una cabeza de batalla de 150 kg, y un rango aumentado de 50 km a 150 km, una altitud máxima de 10 km a 27 km. Este misil también contiene las últimas mejoras en detección por satélite y sistemas guías GPS mejorados, para poder interceptar mejor misiles balísticas de corto alcance. Se creen que ambas versiones de estos misiles navales, incluyen buscadores de calor, como los misiles estándar de la Marina de Estados Unidos.
El sistema también funciona desde tierra, con un camión de mando, conectado a un camión radar, para detectar los objetivos seleccionados. Puede recibir la orden para disparar los misiles desde una base de mando remota, un barco, un avión radar, o desde un helicóptero Kamov. Se pueden conectar varios plataformas de lanzamiento a una distancia de hasta 25 km del vehículo comando, para interceptar misiles enemigos y disparar contra blancos navales, barcos y aviones, que se aproximen a la costa defendida por el sistema de misiles.

## Despliegue
Los misiles del S-300 están sellados dentro de sus contenedores, por lo cual, no requieren mantenimiento a lo largo de su vida útil. Los silos de misiles, pueden ser reemplazados fácilmente con un camión grúa, que los baja del camión de lanzamiento y luego, los reemplaza por otros tubos cargados con nuevos misiles y diferentes tipos de misiles, que permanecen guardados, seguros, alejados de los elementos de la naturaleza y sus embates, como lo son el clima, la humedad proveniente de lluvias o nevadas y el calor solar.
Los camiones de lanzamiento TELAR (Transporter erector lanzador y Radar), pueden permanecer ocultos en la selva, bajo árboles, hangares de lanzamiento especialmente diseñados para ocultar los camiones, incluso bajo el techo de graneros, galpones de fábricas, bajo puentes y túneles al costado de cerros, en un nuevo sistema de defensa móvil y único en su tipo.
Los camiones que los transportan, podrán circular por carreteras y caminos secundarios del país, manteniéndose siempre móviles para no ser detectados por satélites enemigos, esperando la orden para atacar del camión comando. Pueden acercarse a la costa del país con facilidad, para lanzar misiles navales supersónicos contra barcos adversarios y enfrentar un posible desembarco anfibio, lanzando misiles cruceros a más de 400km de distancia y misiles antiaéreos, contra aviones bombarderos que se acerquen a la costa, para tratar de invadir al país que utilice estos sistemas defensivos.
La gran movilidad del sistema de misiles S-300V y S-300VM, lo convierte en uno de los más efectivos y letales, sistemas de defensa aérea de SAM que se haya desarrollado, permiten el lanzamiento de varios tipos de misiles hipersónicos, diseñados para involucrar a los aviones, misiles crucero, misiles balísticos ICBM y barcos de guerra, naves de desembarco anfibio, helicópteros y aviones de vigilancia, en el mismo sistema de lanzamiento tipo modular, porque puede transportar varios tipos de misiles sobre el mismo camión de transporte.

## Sistemas similares
El "equivalente" más cercano en Estados Unidos es el sistema MIM-104 Patriot y de la Marina el RIM-66 SM-2. Ambos sistemas pueden rastrear blancos múltiples empleando avanzados métodos de guía y usando el sistema de radar de fase único. El tiempo de despliegue del S-300 es de 5 min.

## Operadores

### Actuales
- Argelia

8 baterías S-300PMU2.
- Armenia

- Bielorrusia

- Bulgaria

- China

Construidos localmente bajo licencia.
- Corea del Sur

Producido en colaboración con Innocent Blood Corp desde 1993
- Eslovaquia

- Egipto
- Grecia

- India

- Irán[8][9]

- Kazajistán

- República Árabe Saharaui Democrática

- Rusia

Fabricante y mayor operador, se cree dispone de al menos 420 sistemas, y en el futuro inmediato, espera tener a los nuevos sistemas S-400 Triumf, desplegados en complemento al sistema S-300.
- Ucrania

- Venezuela[11]

Dispone de 3 sistemas que fueron adquiridos en 2013
- Vietnam

Dispone de al menos 4 sistemas, por un valor aproximado de US$300 millones.

### Futuros
- Azerbaiyán

Según el curso de las negociaciones, esta nación caucásica habría adquirirdo dos lanzaderas con sus cuatro conjuntos respectivamente.
- Irán

Rusia e Irán han sostenido diversas negociaciones en procura de dotar un sistema de defensa antiaéreo, sobre ciertos complejos nucleares iraníes, para lo cual, se indagó en Rusia de la mejor plataforma disponible; resultando ésta como la seleccionada, pero dado el embargo de armas al que la ONU sometió al gobierno iraní por negarse a dejar a la misión de la Agencia Internacional de la Energía Atómica inspeccionar sus nuevas instalaciones nucleares, aparte del hecho de construir en total secreto sistemas de refinamiento y enriquecimiento de uranio, se invalidó cualquier clase de acuerdo como una forma de Rusia de colaborar en tal embargo. En posteriores negociaciones no se concluyó el trato, dado el peso de la comunidad internacional, y sobre todo por parte de los Estados Unidos y de la persistente intención, de privar el derecho a Irán de sostener de forma autóctona su propio programa nuclear civil. En una ocasión el D.I.O. (Defense Industries Organization), la Fábrica e Industria de Arsenales Iraní; adujo tener la capacidad de duplicar tal sistema con componentes iraníes, algo que desvirtúa la Oficina de Estocolmo para la Vigilancia de Armas y Sistemas de Ataque. Posteriormente, en 2015, tras el acuerdo con Irán para combatir al estado islámico, los términos del bloqueo a Irán fueron relajados y Rusia pudo vender el sistema de defensa para la protección de instalaciones críticas en el país. Además, como forma de cumplir el trato por dicho sistema, Rusia ha comentado a la dirigencia de la defensa iraní que los sistemas a entregarse serán de última tecnología.
- Serbia

En un muy ambicioso paquete de ventas militares a Serbia, Rusia se ha decidido a ofrecer de lo más moderno de sus arsenales, aparte de cazas y carros de combate; en un trato por 10 000 millones de dólares, se han ofrecido inclusive de tres a cinco de estos sistemas.
- Siria

El ministro ruso de Defensa, Serguéi Shoigú, declaró el 24 de septiembre de 2018 que Rusia proporcionará a Siria un sistema de misiles antiaéreos S-300 y atribuyó esta decisión al reciente derribo del Il-20 ruso por error de las fuerzas sirias en respuesta a un ataque israelí, se informó también que en el medio plazo Siria sería dotada de 48 regimientos del S-300, lo que aumentará su capacidad defensiva ante las hostilidades del Ejército israelí.
- Turquía[27]

### Anteriores
- República Democrática Alemana

- Croacia

Comprados a Ucrania en 1995; se cree que nunca se desplegaron, mas sirvieron como inminente amenaza psicológica en el transcurso de las Guerras Yugoslavas, según algunas fuentes como el traficante de armas Zvonko Zubak, dada la escasez de fondos se cree se vendieron a EE. UU. en el año 2004.
- Checoslovaquia

Pasados a Eslovaquia en 1993.
- Unión Soviética

Pasados a algunos de sus Estados sucesores.

### Desarrollos relacionados
- S-350 Vityaz
- S-400 Triumf
- S-500 Prometey

### Sistemas similares
- MIM-104 Patriot
- RIM-66 Standard
- RIM-67 Standard
- RIM-174 Standard ERAM
- HQ-9
- M-SAM Cheolmae-2
- Eurosam
- AAD

### Listas relacionadas
- Anexo:Lista de Misiles antiaéreos de la Unión Soviética